# Nototriton tomamorum
Espèce
Nototriton tomamorum est une espèce d'urodèles de la famille des Plethodontidae.

## Répartition
Cette espèce est endémique du Honduras. Elle se rencontre vers 1 550 m d'altitude dans l'est du département de Yoro.

## Étymologie
Cette espèce est nommée en l'honneur des Tomams, les dieux les plus sacrés des Indiens Tolupanes.

## Publication originale
- Townsend, Butler, Wilson & Austin, 2010 : A distinctive new species of moss salamander (Caudata: Plethodontidae: Nototriton) from an imperiled Honduran endemism hotspot. Zootaxa, no 2434, p. 1-16.